# Neoemplectonema paramusirensis
Neoemplectonema paramusirensis är en djurart som tillhör fylumet slemmaskar, och som först beskrevs av Korotkevich 1977.  Neoemplectonema paramusirensis ingår i släktet Neoemplectonema och familjen Emplectonematidae. Inga underarter finns listade i Catalogue of Life.